# Thomas C. Catchings

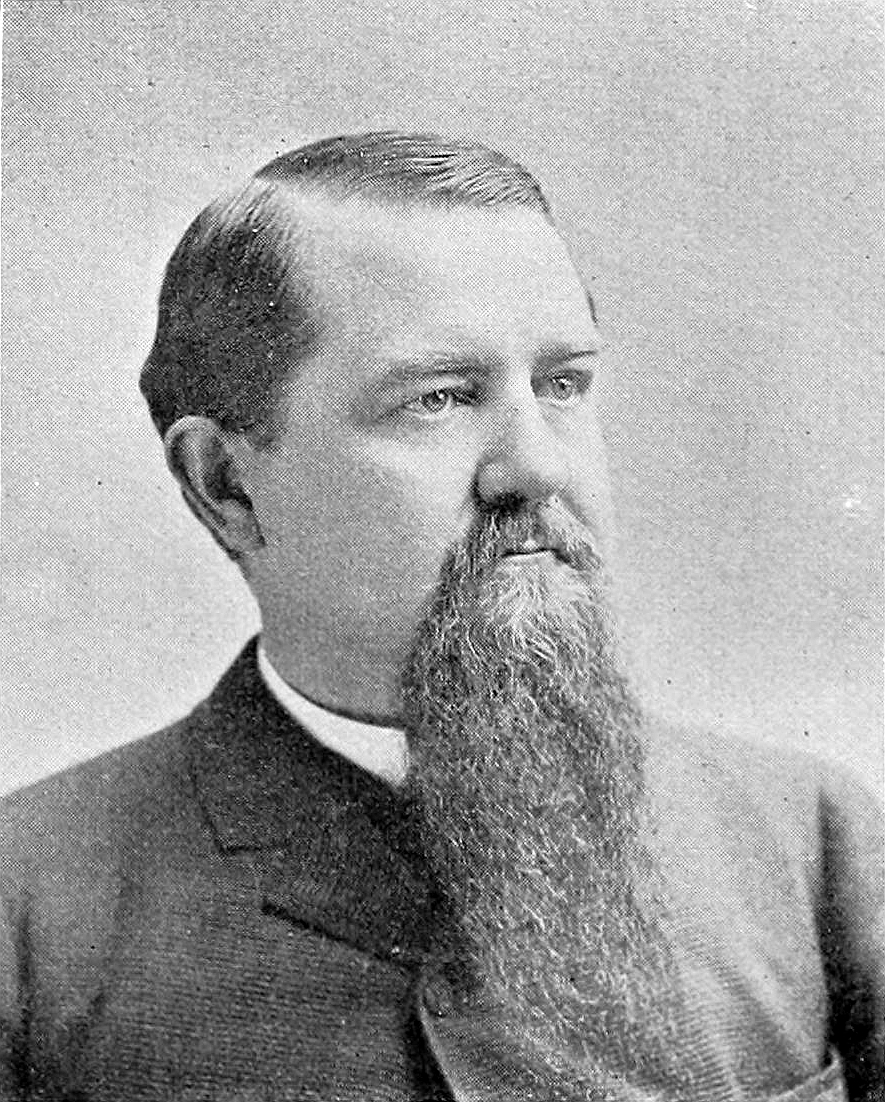
Thomas C. Catchings, 1893

Thomas Clendinen Catchings (* 11. Januar 1847 bei Brownsville, Hinds County, Mississippi; † 24. Dezember 1927 in Vicksburg, Mississippi) war ein US-amerikanischer Politiker. Zwischen 1885 und 1901 vertrat er den dritten Wahlbezirk des Bundesstaates Mississippi im US-Repräsentantenhaus.

## Leben
Thomas Catchings wurde zu Hause erzogen und ausgebildet. Danach besuchte er bis 1859 die University of Mississippi in Oxford, ehe er seine Ausbildung bis 1861 am Oakland College fortsetzte. Seine weitere Ausbildung wurde durch den Bürgerkrieg unterbrochen. An diesem Krieg nahm Catchings als Soldat der Armee der Konföderierten Staaten teil. Nach Kriegsende studierte Catchings Jura. Nach seiner 1866 erfolgten Zulassung als Rechtsanwalt begann er in Vicksburg in seinem neuen Beruf zu arbeiten.
Politisch war Catchings Mitglied der Demokratischen Partei. Zwischen 1875 und 1877 gehörte er dem Senat von Mississippi an, bis er sein Mandat niederlegte. Von 1877 bis 1885 war er Attorney General von Mississippi. 1884 wurde er in das US-Repräsentantenhaus in Washington, D.C. gewählt, wo er am 4. März 1885 Hernando Money ablöste. Nach sieben Wiederwahlen konnte er bis zum 3. März 1901 insgesamt acht Legislaturperioden im Kongress absolvieren. Zwischen 1887 und 1889 war er Vorsitzender des Ausschusses, der sich mit den Deichanlagen am Mississippi befasste. Zwischen 1891 und 1895 war Catchings Mitglied im Eisenbahn- und Kanalausschuss. Außerdem war er zwischen 1893 und 1895 noch im Ausschuss, der sich mit der Flussschifffahrt und den Hafenanlagen befasste.
Nach dem Ende seiner Zeit im Kongress arbeitete Catchings wieder als Rechtsanwalt. Er war auch Berater der Southern Railway Co. Außerdem gehörte er einer Kommission an, die die Gesetze des Staates Mississippi überprüfte. Thomas Catchings starb am 24. Dezember 1927 in Vicksburg und wurde dort auch beigesetzt.